# Fredrik Bergström (badmintonista)
Lars Fredrik Bergström (ur. 19 marca 1975 w Ålidhem) – szwedzki zawodnik badmintona.
Dwukrotnie brał udział w igrzyskach olimpijskich, w 2000 i w 2004 w obu przypadkach startował w mikście.